# لويس، دوق بورغوندي (1751-1761)
     لشخصية أخرى تحمل اسم لويس، دوق بورغوندي، طالع لويس، دوق بورغوندي (توضيح).

لويس، دوق بورغوندي (بالفرنسية: Louis de France) (13 سبتمبر 1751 - 22 مارس 1761) كان أمير فرنسي من عائلة آل بوربون فهو ابن لويس, دوفين فرنسا.